# 고모토 나오야
고모토 나오야(일본어: 郷本直也, 1980년 4월 25일 ~ )는 일본의 배우이다.

## 저명한 작품

### 텔레비전 방송
- 특수전대 데카레인저
- 겁쟁이 페달

### 애니메이션
- 아이실드 21
- 가정교사 히트맨 REBORN!

### 뮤지컬
- 겁쟁이 페달